# Rhynchostegium compridense
Rhynchostegium compridense là một loài Rêu trong họ Brachytheciaceae. Loài này được (Müll. Hal. ex Broth.) Paris miêu tả khoa học đầu tiên năm 1898.